# Chase, Kansas
Chase är en ort i Rice County i Kansas. Vid 2010 års folkräkning hade Chase 477 invånare.